# Гургулиа, Борис Алмасханович
Борис Алмасханович Гургулиа (абх. Борис Алмысхан-иҧа Гәыргәлиа); 20 июля 1935, Кутол, Очамчырский район, Абхазская АССР — 1 марта 2012, Тамыш) — абхазский писатель, член Союза писателей Абхазии, профессор Абхазского государственного университета.

## Биография
Родился 20 июля 1935 года в селе Кутол Очамчырского района Абхазской АССР и в 1948 году окончил восьмилетнюю школу в родном селе. В 1953 году окончил тамышскую среднюю школу им. Д.Гулиа и поступил на филологический факультет Тбилисского государственного университета, который окончил в 1958 году.
С 1964 по 1967 годы учился в аспирантуре Института мировой литературы им. А.Горького, где защитил диссертацию на тему: «Жанр поэмы в абхазской литературе» с присвоением учёной степени кандидата филологических наук.
В 1964 году вступил в ряды КПСС. С 1968 года трудился в должности доцента кафедры русской и зарубежной литературы Сухумского государственного педагогического института. Позднее присвоено звание профессора Абхазского государственного университета.
Возглавлял кафедру гуманитарных исследований в Сухумском Открытом институте. Был членом Союза писателей Абхазии, Союза писателей СССР, Союза писателей России, Союза журналистов Абхазии, а в 1997 году был избран председателем Союза писателей Абхазии и в этом звании руководил организацией до октября 2002 года.
Погиб 1 марта 2012 года в результате дорожно-транспортного происшествия на центральной трассе Сухум-Очамчира в районе села Тамыши. Похоронен в родовом селе Кутол Очамчирского района.
Проститься с поэтом приехали президент Абхазии Александр Анкваб, спикер Парламента Абхазии Нугзар Ашуба, премьер-министр Леонид Лакербая. На траурном митинге выступили писатели Даур Начкебия, Анзор Мукба, Геннадий Аламиа, Мушни Ласуриа, Владимир Зантария, академик Олег Шамба и председатель Совета старейшин Очамчырского района Константин Куцниа.

## Творчество
Первая книга стихов «Добрые руки» вышла в свет в Абхазском государственном издательстве в 1961 году. Тематический диапазон его поэтических произведений широк, но первенствует патриотическая, гражданская направленность: сборник стихов «Солнце и люди» (1966), стихотворения «Родной язык», «Где вы, братья, махаджиры?», «Убыхи», «Самшит», «Надежда», «Тисовые деревья», «Родился я в доме абхазца», «Трудно жить на красивой земле…», «Омару Беигуаа» и др. построены на размышлениях поэта о судьбе абхазского народа, которую автор рассматривает через призму драматических событий истории Абхазии.
Поэт неизменно находился в авангарде национально-освободительного движения, и в 1992—1993 годах был в числе представителей абхазской интеллигенции, решительно осудивших грузинскую военную агрессию против Абхазии: сборник «Где вьется дым очага» (2003) состоит из поэтических произведений, посвященных защитникам Абхазии, сложившим головы за её свободу и независимость. Широкой известностью в Абхазии пользуется поэма «Шагнувший в бессмертие» о легендарном генерале Сергее Дбаре.
Лучшие стихотворения и переводы Бориса Гургулиа вошли в двухтомную «Антологию абхазской поэзии 20-го века». В настоящее время издается трехтомное собрание сочинений поэта.
Поэт внёс весомый вклад в развитие абхазского литературоведения и публицистики: его стихи, статьи и очерки были опубликованы на страницах журналов «Алашара», «Акуа-Сухум», газет «Апсны», «Республика Абхазия», «Ецваджаа» (Созвездие), «Абхазский университет» и других.

## Семья
- Сын — Абзагу Гургулиа, Герой Абхазии, погиб в 1990-е.

## Награды
- Кавалер ордена Честь и слава («Ахьдз-апша»)